# James Moroka
James Sebe Moroka (1891-1985) était un médecin et un homme politique sud-africain, membre du congrès national africain dont il fut le président (1949-1952) et le petit-fils du chef Moroka I de la tribu des Barolong Boo Moroka.
Né le 16 mars 1891 à Thaba 'Nchu dans l'état libre d'Orange, éduqué par les missionnaires de l'église de Wesleyan et soutenu financièrement par un prospère fermier blanc, James Moroka est l'un des premiers noirs sud-africains et le premier Tswana à obtenir un diplôme de médecine (obtenue à l'université d'Édimbourg).
Médecin pendant 58 ans à Thaba 'Nchu, Moroka adhère au congrès national africain en 1942. Soutenu par Walter Sisulu, Nelson Mandela et par la ligue de jeunesse de l'ANC, il est élu président du parti en décembre 1949. Durant sa présidence, l'ANC se transforme en un véritable mouvement militant avec l'organisation de nombreuses manifestations lors du tricentenaire de la fondation de la ville du Cap par les Européens.
Accusé de propager des idées communistes, il est arrêté en vertu de la récente loi sur la suppression du communisme. Durant son procès, il se désolidarise de ses coaccusés et choisit une défense séparée. Niant être communiste, il désigne plusieurs de ses coaccusés comme Walter Sisulu et Yusuf Dadoo. Craignant peut-être des conséquences pour sa famille et son statut à Thaba'Nchu, il plaide pour une atténuation des revendications de l'ANC dont celle relative à l'égalité raciale, et tente de faire preuve de conciliation. S'il fut déclaré coupable avec les 20 autres coaccusés, la sentence de 3 ans de prisons fut néanmoins suspendue par le juge. Désapprouvé par l'ANC, Moroka est démis de la présidence et remplacé par Albert Luthuli. Il est ensuite exclu du parti. Il se retire à Thaba'Nchu jusqu'à la fin de sa vie le 10 novembre 1985.

## Sources
- (en) Biographie
- (en) Article de Time Magazine (1952)
- South African medical journal, 01/09/1978; 54(8):331-2.  (ISSN 0256-9574)
- (en) Elinor Sisulu, Walter and Albertina Sisulu : in our lifetime, Londres, Abacus, 2003 (réimpr. 2006), 628 p. (ISBN 978-0-349-11711-9), p. 156-157